# ポール・ブラウン (アメリカンフットボール)
ポール・ユージン・ブラウン（Paul Eugene Brown、1908年9月7日 - 1991年8月5日）は、アメリカ合衆国オハイオ州ノーウォーク出身のアメリカンフットボール元コーチ、エグゼクティブ。NFLの発展における主要人物の一人。「近代オフェンスの父」と呼ばれ、歴代のフットボールコーチの中でもっとも偉大だとは言えないとしても、それに相当する一人であると多くの人々から見なされている。それはブラウンがハイスクール、カレッジ、およびプロフットボール各レベルにおいて大きな成功を収め、フィールド上の将軍としてアメリカンフットボールに強い影響力をおよぼしたことに裏付けされている。

## 生い立ち
オハイオ州ノーウォークに生まれたブラウンは、9歳のときに家族とともにマシロンに転居した。ホイーリング・アンド・レイクエリー鉄道の発車係だった父のレスターは「非常に几帳面で、真面目で、極めて厳格」な性格で、それらはすべて後のブラウンのコーチングに対するアプローチに反映されている。ブラウンは1925年にオハイオ州マシロンのマシロン・ワシントン高校を卒業し、在学中に学校代表チームで、伝説のフォー・ホースメンの一人Harry Stuhldreherに倣ってクォーターバックとしてプレイした。オハイオ州立大学に新人クォーターバックとして入学したが、145ポンド（65.8kg）の体格ではメジャーカレッジフットボールの世界でやっていくのは厳しいことに気づかされ、マイアミ大学（オハイオ）へ転校した。チェスター・ピッツァーコーチのもとで2年間プレイし、1928年シーズンにAP通信によるオール＝オハイオ・スモールカレッジ・セカンドチームに選出された。1930年、教育学の学士号を取得し、1940年にオハイオ州立大から教育学の修士号を受け取った。

## ハイスクールおよびカレッジでのコーチングキャリア
彼の大学卒業証明書が示すように、ブラウンはコーチであると同時に教師の資格も持っていた。彼は1930年にローズ奨学制度の資格を得たが、高校時代からの恋人ケイティー・ケスターと結婚しており、1929年に世界恐慌が起こっていたため、働かなければならなくなった。彼のコーチングキャリアは1930年にメリーランド州セヴァーナにあるセヴァーン学校（当時は海軍兵学校プレパラトリースクール）の教師兼コーチとして雇われたことにより始まった。

### ワシントン高校タイガーズ
セヴァーンでの2シーズンを16勝1敗1分で終えたブラウンは、23歳になった1932年に母校マシロン・ワシントン高校タイガーズのヘッドコーチに就任した。マシロンでは9年間で35連勝を含む80勝8敗2分の成績を収めた。彼は最初の3年でチームを強豪に育て上げたが、因縁のライバルであるカントン・マッキンリー高校には勝つことができず、3度の対戦は全て15点差以内で敗北していた。しかしその後の6試合はマッキンリーに勝利を収め、以降の全60試合で58勝1分けとし、1935年から1940年の6年連続でオハイオポール・ハイスクールフットボールチャンピオンに選出された。ブラウンのこの業績が後押しし、高校には20,000人収容の新しいスタジアムが建設され、オハイオ州内において、オハイオ州立大を除く他のどのフットボールの試合よりも多くの観衆が観戦に訪れた。
ブラウンが導入したシステムは、ピッツバーグ大学のヘッドコーチジョック・サザーランドが考案した技術をもとにしていた。サザーランドはブラウンが幼少のころマシロン・タイガーズ・クラブのプロフットボール選手としてプレイしており、コーチになっても成功を収めていた。ブラウンはあらゆる状況を想定し、詳細な練習プログラムを作成し、アシスタントコーチ（ブラウンは「ポジションコーチ」と呼んだ）それぞれの仕事を明確にし、そしてマシロンの中学校に彼のシステムを完全に導入させ、新入生が入部してきた時に彼のシステムをすでに理解しているようにした。

### オハイオ州立大学バックアイズ
オハイオ・ハイスクールフットボールコーチ協会や後にパデュー大学ヘッドコーチになるトレド・ウェイト高校のジャック・モレンコフの熱烈な支持をうけ、ブラウンは1941年1月14日にオハイオ州立大学バックアイズのヘッドコーチに就任した。ブラウンのもと、バックアイズは1941年から1943年にかけて18勝8敗1分の成績を収めた。ブラウンの選手たちは、スピード、インテリジェンス、およびコンタクトの強さで知られるようになった。彼のチームの遂行力とファンダメンタル技術の高さから、彼はオハイオ州で「プレシジョン・ポール」（Precision Paul、精密ポール）と呼ばれた。
彼のオハイオ州立大での最初のシーズンは6勝1敗1分で、ランニングバックオットー・グレアム（後にクリーブランド・ブラウンズのクォーターバックとして10シーズンプレイし、全てのシーズンでチャンピオンシップに出場し、そのうち7回優勝した）を擁するノースウェスタン大学ワイルドキャッツに敗退し、ミシガン大学ウォルバリンズと引き分けた。オハイオ州立大はウェスタンカンファレンスで同率2位になり、APランキング13位でシーズンを終え、ブラウンはナショナル・コーチ・オブ・ザ・イヤーではフランク・リーイ、バーニー・ビーアマンおよびアール・ブライクに次いで4位に選出された。
翌1942年シーズンは18名の優秀な選手が卒業および第二次世界大戦の兵役のため抜けることになったにもかかわらず、ブラウンは3人の4年生、16人の3年生、および24人の2年生で構成されたバックアイズを率いて9勝1敗の成績を収め、初めてNCAAナショナルチャンピオンシップに選出された。選手の中にはレス・ホルヴァースと4人のマシロン卒業生がおり、そのうちの2人リン・ヒューストンとトミー・ジェイムズは後にクリーブランド・ブラウンズでプレイした。唯一の敗戦はロードでのウィスコンシン大学マディソン校バジャーズとの試合で、マディソンへの鉄道移動中に不衛生な水のせいでチームの大部分が赤痢に罹ってしまったことから「バッドウォーター・ゲーム」（Bad-Water Game）と呼ばれるようになった。
ブラウンは1942年にオハイオ史上もっとも素晴らしい1年生チームをリクルートしたと評判になったが、その全員を兵役にとられてしまった。1943年、ミシガンやパデューのような学校がV-12海軍カレッジトレーニングプログラムの一部に組み込まれている間、オハイオ州立大は、陸軍の陸軍特別トレーニングプログラム（ASTP）と提携したためにハンディキャップを負うことになった（訓練生は大学のスポーツに参加することを許されなかった）。ビッグ・テン・カンファレンスは1943年に特別戦時免除を公布し1年生がフットボールをすることを許可したが、オハイオ州立大にとってそれはエルロイ・ハーシュのような選手を起用する、より年長でより大きな（軍およびカレッジ両方の）チームと競い合わなければならないことを意味した。1943年、「ベイビーバックス」は5人の復帰選手とナショナルチャンピオンチームからの1人、1942年入学生が6人、そして33人の17歳の新入生で構成され、3勝6敗だった。
1944年2月、ブラウンは選抜徴兵制度（Selective Service System）においてクラス1-Aに再分類され、1944年4月12日にアメリカ海軍中尉として従軍した。彼はグレートレイクス海軍基地に配属されブルージャケット（海軍兵）・フットボールチームのヘッドコーチになった。他の部局チームやカレッジプログラムチームと戦い、大戦の最後の2年間に15勝5敗2分の成績を収めた。この5敗のうちのひとつは1944年10月9日にオハイオ州立大に敗れたものである。

## プロフットボール

### クリーブランド・ブラウンズ
戦後、オハイオ州立大のヘッドコーチは空席のままだったにもかかわらず、ブラウンは新しく立ち上げられたオール・アメリカ・フットボール・カンファレンス（AAFC）に加入するアーサー・B・マクブライドのチームのパートオーナー兼副会長兼ゼネラルマネージャー兼ヘッドコーチとなるためにクリーブランドに行く方を選んだ。彼は1945年2月8日、まだ海軍にいるときに契約書にサインした。契約は年俸20,000ドルに加え、チーム収益の15%、戦争が終わるまで毎月1,000ドルという内容だった。
1945年、オハイオ州クリーブランドに新しいフットボールフランチャイズが設立された。チーム名は最初クリーブランドのプレイン・ディーラー紙で行われた投票で「パンサーズ」が選ばれたが、過去に「クリーブランド・パンサーズ」というフットボールチームが存在し、地元の実業家がその名前の権利を保有していることを連絡してきた。チームは別にチーム名命名コンテストを実施し、ブラウンの名にちなんで「ブラウンズ」となった。ブラウンは、実際にはボクシングのヘビー級チャンピオンジョー・ルイスにちなんだ「ブラウンボンバーズ」が最も多い得票数だったが後に撤回され、ブラウン自身の名をつけることを承諾したと述べている。AAFCは4年間存続した後NFLに統合されたが、ブラウンズは4シーズン全てでチャンピオンシップを獲得し、4シーズンを通して4敗しかしなかった。
ブラウンは、当時のプロフットボールにおいて、それまでに見られた中でも最も大きな選手のリクルートネットワークをまとめあげた。初期のブラウンズの選手の大多数はマシロン、オハイオ州立大、およびグレートレイクス出身だった。一つの重要な動きはノースウェスタン大学でテイルバックをしていたオットー・グレアムをクォーターバックとして指名したことだった。グレアムはプレイコールを行い彼が在籍していた10年間に渡りチームをリーグのタイトルゲームに導いた。さらにブラウンはアフリカ系アメリカ人を除外するという紳士協定を無視し、後にプロフットボール殿堂入りするマリオン・モトリーとビル・ウィリスを加えた。
NFLとAAFCの合併後、ブラウンズはサンフランシスコ・フォーティナイナーズおよびボルチモア・コルツ（初代）とともに1950年にNFLに移動した。批評家はAAFCの全体的な弱さがブラウンズを目立たせていると考えていた。しかし、ブラウンズは最初のNFL公式試合において、二度ディフェンディングチャンピオンになっていたフィラデルフィア・イーグルスからパスで346ヤード、トータルで487ヤード獲得し、35対10で勝利した。そして加入した最初の年のNFLチャンピオンシップゲームで、試合終了直前にルー・グローザのフィールドゴールによりロサンゼルス・ラムズを破り優勝した。ブラウンズは続く5度のタイトルゲーム出場を果たし、1954年と1955年に連覇した。
1951年まで、ブラウンはバックアイズのコーチングに関与した。プロのヘッドコーチとして成功したにもかかわらず、彼はウェズ・フェスラー辞任後のオハイオ州立大に復帰するというオファーについて検討すると公表した。それに対し1940年に彼を支えた組織や人々は即座に強い支持を表明した。しかしブラウンは、第二次世界大戦後彼のために空けられていたヘッドコーチのポジションへ復帰しなかったり、規定に反し大学卒業前にバックアイズの選手とプロ契約をしたなどしたため、バックアイズ卒業生や大学体育局など、多くの支援者と疎遠になっていた。ブラウンはあらゆるルール違反を強く否定し、ブラウンズが契約した選手は全て兵役を完了し大学を既に卒業しておりルール上許されていると主張した。1951年1月27日に彼は熱烈な支持者とともに体育局理事会と面談したが、ウッディ・ヘイズを支持している理事会は、満場一致でブラウン招聘を否決した。
ブラウンはクリーブランドにいる間偉大な革新者だった。彼は選手を選定するのに初めて知能テストを導入し、試合のフィルムライブラリを設置し、ミーティングルームを用意して選手を指導し、フィールドの選手と会話するために無線を使用し、フットボールのヘルメットにフェイスガードをつけさせた。また、無線でのプレイ伝達が技術的に問題があることがわかると、サイドラインからのプレイコールを伝える「メッセンジャー・ガード」を使用した。グレアムに指揮されたオフェンスは、ブラウンのもとでコーチを務めたビル・ウォルシュによって完成されたウェストコーストオフェンスの前身となるものだった。
1959年までは、ブラウンはNFLで十分な尊敬を集めており、バート・ベルの没後空席になっていたリーグのコミッショナーになるべく活動したが、拒否され、ピート・ロゼールが選ばれた。

### クリーブランドとの離別
1963年1月9日、ブラウンの契約打ち切りがアート・モデル（1961年にクラブを買い取っていた）をはじめ過半数のオーナーの支持により決定された。決定に至る議論は地方紙のストライキ中に進行し大きな物議を醸すことはなかった。クリーブランドのスポーツライター、フランク・ギボンズはその解雇について、「ターミナルタワー（クリーブランドで一番高いビル）を倒すようなものだ」と語っている。
モデルとブラウンは最初から対立していた。モデルがクラブを買収してまもない1961年12月に、ブラウンはモデルに知らせずにワシントン・レッドスキンズとトレードを行った。ブラウンの取引は1961年にハイズマン賞を受賞したシラキューズ大学ランニングバックのアーニー・デービスの獲得権を得るものだった。しかし、そのトレードがブラウンのクリーブランドでのキャリア終焉の始まりになった。デービスは1962年の最初のトレーニングキャンプ中に白血病と診断された。医師がデービスはNFLでの活動に耐えうる身体を持っていると保証したにもかかわらず、ブラウンがデービスにプレイさせないと決めたとき、ブラウンとモデルの対立は悪化した。逆に言えばモデルは、デービスにプレイさせることに関してその危険を顧みなかった。結局、コーチとオーナーの関係は修復されることはなく、アーニー・デービスはプロの試合でプレイすることもなかった。そして1963年5月18日に病気で死去した。
30年間コーチを務めた後に流浪の身になったブラウンは、その後5年間サイドラインから離れ、ブラウンズと関わることはなかった。彼は契約が残っていた5年間ブラウンズから給与小切手を受け取り経済的には安定していたが、クラブの株式のおよそ6パーセントを保持するだけでは飽き足らず、欲求不満は年々高まっていた。ブラウンがまだ年俸を受けとっており、ゴルフを好んでいたので、ゴルフで彼より多くのお金を儲けたのはアーノルド・パーマーとジャック・ニクラスの2人だけだと（冗談で）言われた。
解雇されてから数か月後、ブラウンがフィラデルフィア・イーグルスを買収するオーナーシップグループの一員になるという噂がながれたが、正式に契約が結ばれることはなかった。1966年、ブラウンは所有していたブラウンズの株式を売却し、シンシナティにアメリカン・フットボール・リーグ（AFL）フランチャイズを誘致するためオハイオ州知事ジェームズ・A・ローズと行動をともにした。

### シンシナティ・ベンガルズ
1967年9月26日、ブラウンは公式に、AFLのエクスパンションチーム、シンシナティ・ベンガルズの主要株主、ゼネラルマネージャー、およびヘッドコーチとして復帰した。チームは1970年のNFLとAFLの合併によりNFLに加盟した。彼はチームのヘッドコーチを8年間務め、チーム設立後3年目を始めとし3度プレイオフに進出した。それらシーズンにおいて、ブラウンのベンガルズは彼が元いたブラウンズと対戦し、ブラウンとモデルの間に激しい対立に再び火がついた。ブラウンは1970年の最初のブラウンズ対ベンガルズの試合後にブラウンズコーチのコリアーと握手しなかったことで非難された。
ブラウンは1976年1月1日にコーチを辞任したが、チームの会長の座には留まった。彼のもと、ベンガルズは2度スーパーボウルに出場し、そのどちらもビル・ウォルシュのサンフランシスコ・フォーティナイナーズに敗れた。
皮肉にも、ビル・ウォルシュはブラウンのもとで7年間に渡りアシスタントコーチを務めており、ブラウンがコーチを辞任したときにウォルシュでなく、ビル・ジョンソンを後継に指名していた。
2006年のインタビューにおいてウォルシュは、ベンガルズに在籍中、ブラウンが「私がリーグのどのチームであろうとヘッドコーチ候補に挙げられることに反対した」と主張した。「私にはずっとその機会があったが、私はずっとそれを知らなかった。」「その後私が彼のもとを去ったとき、彼は私がNFLに留まることができないように思いつく限りの人々に電話をかけた。」とウォルシュは語っている。マイケル・ルイスはウォルシュにその根拠を確認した − 「ブラウンは何度か他のNFLチームがウォルシュにヘッドコーチの職を打診する面談を許可しなかった。代わりに、ブラウンはウォルシュに、彼がよいNFLコーチになるとは決して思わないと話した。」
ブラウンの最初の妻、キャサリン・“ケイティー”・ブラウンは1969年に死去し、1973年に彼の元秘書だったメアリー・ライツェルと結婚した。ブラウンは1991年8月5日にシンシナティで肺炎とその合併症により死去し、オハイオ州マシロンのローズヒル墓地に埋葬された。息子のマイク・ブラウンがベンガルズ会長の後をついだ。

### 栄典

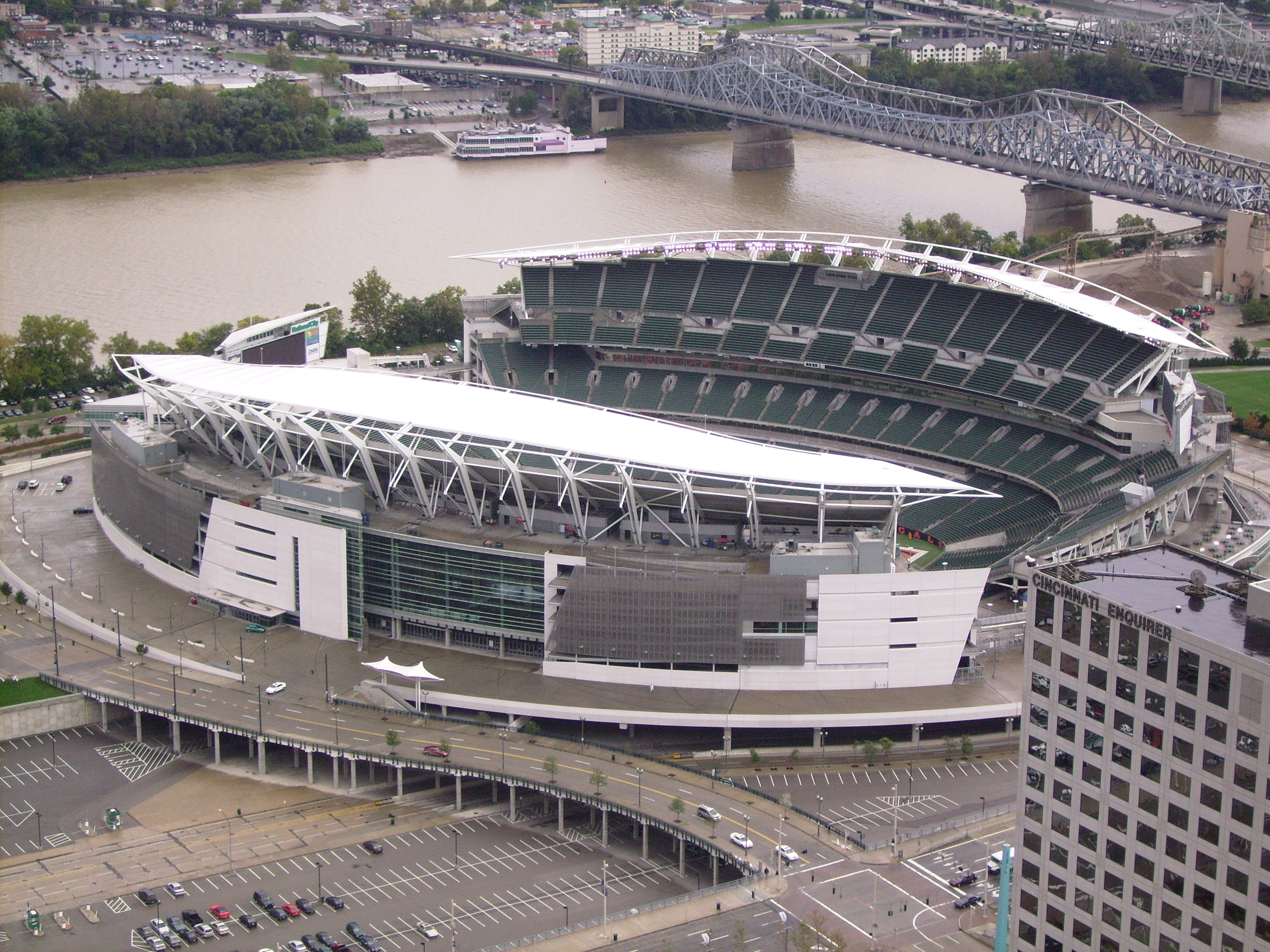
シンシナティの旧ポール・ブラウン・スタジアム（2022年よりペイコー・スタジアム）

ブラウンは1967年にプロフットボール殿堂入りした。その称賛に加え、オハイオ州マシロンのポールブラウン・タイガー・スタジアムおよびシンシナティ・ベンガルズのホームスタジアムである旧ポール・ブラウン・スタジアム(2022年よりペイコー・スタジアム)の2つのスタジアムが彼にちなんで名付けられた。

### コーチング・ファミリー・ツリー
以下のコーチは、ブラウンのもとでコーチあるいはプレイし、彼と彼の攻撃的なシステムにある程度影響された。
- ウィーブ・ユーバンク（コーチ）
- エイブ・ギブロン（選手）
- オットー・グレアム（選手）
- サム・ワイチ（選手およびコーチ）
- シド・ギルマン（コーチ）
- チャック・ノール（選手）
- ドン・シュラ（選手）
- ビル・ウォルシュ（コーチ）
- ビル・ジョンソン（コーチ）
- ブラントン・コリアー（コーチ）
- Ara Parseghian（選手）